# سولاوسي الجنوبية الشرقية
مقاطعة سولاوسي الجنوبية الشرقية (بالإندونيسية: Sulawesi Tenggara)‏، هي إحدى مقاطعات إندونسيا. و عاصمتها كينداري.

## جزر المقاطعة
من أهم جزر المقاطعة:
- جزر توكانغبيسي
  - جزر واكاتوبي
    - جزيرة وانغي-وانغي
- جزيرة ووني
- جزيرة بوتون
- جزيرة مونا
- جزيرة كاباينا